# Філіп Лівінгстон
Філіп Лівінгстон (англ. Philip Livingston, 15 січня 1716 — 12 червня 1778) — був американським батьком-засновником, торговцем, політиком і работорговцем з Нью-Йорка. Представляв Нью-Йорк на першому Континентальному конгресі в жовтні 1774 року, де виступав за накладення економічних санкцій на Велику Британію як спосіб тиску на британський парламент для скасування нестерпних законів. Лівінгстон також був делегатом Другого континентального конгресу з 1775 по 1778 рік і підписав Декларацію незалежності.